# Louis de Fontanes

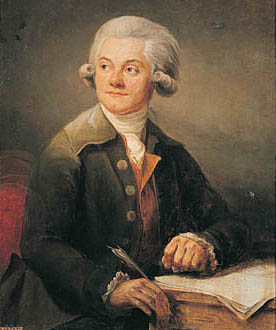
Jean-Pierre Louis de Fontanes

Jean-Pierre Louis de Fontanes (* 6. März 1757 in Niort, heute im Département Deux-Sèvres; † 17. März 1821 in Paris) war ein französischer Politiker, Pair von Frankreich, Dichter und Journalist. Fontanes schrieb klassizistische Versdichtungen.